# Gubat
Gubat is een gemeente in de Filipijnse provincie Sorsogon in het zuidoosten van het eiland Luzon. Bij de laatste census in 2007 had de gemeente bijna 56 duizend inwoners.

## Geografie

### Bestuurlijke indeling
Gubat is onderverdeeld in de volgende 42 barangays:
| - Ariman - Bagacay - Balud Del Norte - Balud Del Sur - Benguet - Bentuco - Beriran - Buenavista - Bulacao - Cabigaan - Cabiguhan - Carriedo - Casili - Cogon | - Cota Na Daco - Dita - Jupi - Lapinig - Luna-Candol - Manapao - Manook - Naagtan - Nato - Nazareno - Ogao - Paco - Panganiban - Paradijon | - Patag - Payawin - Pinontingan - Rizal - San Ignacio - Sangat - Santa Ana - Tabi - Tagaytay - Tigkiw - Tiris - Togawe - Union - Villareal |

## Demografie
Gubat had bij de census van 2007 een inwoneraantal van 55.501 mensen. Dit zijn 2.794 mensen (5,3%) meer dan bij de vorige census van 2000. De gemiddelde jaarlijkse groei komt daarmee uit op 0,71%, hetgeen lager is dan het landelijk jaarlijks gemiddelde over deze periode (2,04%). Vergeleken met de census van 1995 is het aantal mensen met 5.785 (11,6%) toegenomen.

De bevolkingsdichtheid van Gubat was ten tijde van de laatste census, met 55.501 inwoners op 134,51 km², 412,6 mensen per km².